# (937) Bethgea
(937) Bethgea est un astéroïde évoluant dans la ceinture principale, découvert le 12 septembre 1920 par l'astronome allemand Karl Wilhelm Reinmuth depuis l'observatoire du Königstuhl.
Il est nommé en l'honneur du poète allemand Hans Bethge.
Sa distance minimale d'intersection de l'orbite terrestre est de 0,735822 ua.